# دیوید کارسون (کارگردان)
دیوید کارسون (انگلیسی: David Carson) کارگردان فیلم و کارگردان تلویزیونی اهل بریتانیا است.

## فیلم‌شناسی

### سینما
| سال  | فیلم                | توضیحات  |
| ---- | ------------------- | -------- |
| ۱۹۹۴ | پیشتازان فضا: نسل‌ها | کارگردان |
| ۱۹۹۸ | نامه‌هایی از یک قاتل | کارگردان |
| ۲۰۰۲ | Carrie              | کارگردان |
| ۲۰۰۴ | Unstoppable         | کارگردان |